# Primeira Guerra Civil da República Romana
A Primeira Guerra Civil da República Romana foi o primeiro dos grandes conflitos militares-políticos da República Romana ocorridos no século I a.C. que levariam à desestabilização do modelo político republicano e à instauração do Império Romano pelas mãos de Augusto em 27 a.C..
Esta guerra irrompeu quando os líderes das duas facções que disputavam o controle do Senado Romano, optimates e populares, Lúcio Cornélio Sula e Caio Mário respectivamente, competiram pela honra de liderar a guerra contra Mitrídates VI, do Reino do Ponto, que havia invadido a província da Ásia e assassinado milhares de romanos. Inicialmente Sula conseguiu o respaldo do Senado para liderar a guerra, mas os populares anularam esta decisão recorrendo diretamente á Assembleia da plebe, que outorgou o comando a Mário.
Sula marchou para Roma com suas legiões e expulsou os populares, reassumindo o comando da guerra. Em Roma, o Senado declarou Mário um inimigo do estado enquanto Sula preparava para embarcar para a Grécia. Lúcio Cornélio Cina, um cônsul eleito pelos populares, aproveitou-se da ausência de Sula e trouxe Mário de volta do exílio e os dois marcharam para Roma, onde se fizeram cônsules e deram início a uma sangrenta retaliação contra os optimates. Contudo, poucos dias depois da nomeação, Mário morreu. Sula, depois de encerrar a guerra com a Paz de Dárdanos, voltou para a Itália, derrotou os populares e se estabeleceu como ditador. Com poderes ilimitados, Sula reformou a Constituição Republicana, concedendo mais poderes ao Senado em detrimento dos tribunos da plebe e das Assembleias populares. Finalmente, Sula renunciou ao poder absoluto e se retirou da vida política.

## Antecedentes
No começo do século I a.C., a República Romana entrou em uma nova fase, de hegemonia, depois de ter destruído a República de Cartago na Terceira Guerra Púnica (147 a.C.) e da conquista do Reino da Macedônia e de partes do Império Selêucida. Apesar desta contínua expansão, o crescimento demográfico e econômico provocou uma crise no modelo estatal que fragmentou a sociedade romana e aumentou enormemente a polarização social. O Senado se dividiu com a ascensão de duas facções: os populares, formada pelos senadores reformistas que queriam expandir a cidadania aos novos súditos de Roma e democratizar as instituições estatais aumentando o poder das assembleias populares, e a dos optimates, que reunia os senadores aristocráticos conservadores que queriam limitar o poder das assembleias populares e aumentar o poder do Senado Romano.
Em 112 a.C., irrompeu a Guerra de Jugurta entre a República Romana e o Reino da Numídia, na qual ficaram evidentes as fragilidades desta nova sociedade romana. Jugurta se manteve no poder subornando abertamente oficiais e funcionários romanos. Mário lutou como oficial na Numídia e ganhou uma certa fama, que utilizou depois em Roma para aumentar suas chances de ser eleito cônsul. Ele criticou de forma populista o general comandante das forças romanas na Numídia, Quinto Cecílio Metelo, acusando-o de prolongar a guerra desnecessariamente apenas para aumentar sua própria glória. Em 107 a.C., Mário foi eleito cônsul e tentou assumir o comando da guerra, mas o Senado se negou a entregar-lhe o comando das tropas, o que levou Mário a proferir violentos discursos contra os optimates e a dar início a um recrutamento de voluntários entre seus próprios clientes e entre as classes mais pobres, que até então estavam impedidas de servir no exército, para formar um exército a frente do qual marchou para a Numídia.
O segundo-em-comando de Mário era Lúcio Cornélio Sula, que foi descrito como um soldado capaz e inteligente, mas cujo posicionamento político era conservador. Os dois derrotaram a Numídia e capturaram Jugurta em 105 a.C.. Sula foi o responsável pelo final da guerra, costurando um acordo com o sogro de Jugurta, Boco I da Mauritânia. Jugurta se rendeu a Sula, o que serviu de pretexto para que os conservadores desprestigiassem os feitos de Mário e alçassem Sula como o paladino da República. Esta humilhação deu origem a inimizade entre os dois.
| “ | Em circunstâncias tão fúteis e pueris se fundamentou o ódio de ambos, que mais tarde levou aos desmandos da guerra civil e depois à tirania e à perversão de todo o Estado. | ” |
|   | — Plutarco, Vidas Paralelas, Vida de Mário. |   |

Apenas um ano depois, Roma teve que enfrentar uma grande invasão de cimbros e teutões, o que aplacou as diferenças entre Sula e Mário. O primeiro permaneceu sob as ordens do segundo nas sucessivas campanhas entre os anos 104 e 103 a.C.. Sula liderou com sucesso uma expedição contra os tectósagos e conseguiu assassinar seu líder, Cepilo. Pouco depois, se destacaria também por negociar um tratado com os mársios e liderou extra-oficialmente o exército do cônsul Quinto Lutácio Cátulo, um dos protegidos de Mário, contra os cimbros que haviam invadido o norte da Itália. Eles foram derrotados na Batalha de Vercelas (100 a.C.), na qual Sula dirigiu pessoalmente a cavalaria romana, revelando não apenas a sua capacidade organizacional, mas também a sua habilidade para o combate. Finalmente, a disputa com Mário explodiu depois da vitória sobre os cimbros, pois Cátulo e Sula reclamaram mais créditos pela vitória em Vercelas do que Mário estava disposto a conceder.
O tempo que Mário esteve fora de Roma (entre 99 e 90 a.C.) foi de relativa paz e o Senado parecia ter a situação sob controle. Apesar disto, em 95 a.C. foi aprovada  Lex Licinia Mucia, dirigida contra os aliados italianos que haviam reclamado fraudulentamente a cidadania romana, o que provocou um grande mal-estar em Roma.
Em 92 a.C. foi eleito o tribuno da plebe Marco Lívio Druso, que preparou uma série de medidas controversas, como uma nova lei frumentária e uma desvalorização do sestércio de prata. Ele também estabeleceu uma aliança secreta com os italianos prometendo-lhes a cidadania se eles arcassem com os custos de uma nova distribuição de terras. As ideias de Druso foram rechaçadas oficialmente pelo Senado e ele próprio acabou sendo assassinado, o que provocou uma guerra entre Roma e seus aliados, a Guerra Social.
Entre os adversários de Roma estavam picenos, lucanos, mársios, samnitas e apúlios, aos quais se juntaram ainda etruscos e úmbrios. As tribos aliadas se juntaram em uma confederação independente chamada Italia, com capital em Corfínio, a leste de Roma, onde foi criado um novo Senado e cunhada uma nova moeda. No começo da guerra, os romanos foram sucessivamente derrotados até que, em 90 a.C., o Senado entregou o comando do exército a Sula. A guerra terminou quando Sula aniquilou o exército samnita em Esérnia, mas os derrotados ainda assim conseguiram seu objetivo político, já que três leis foram aprovadas em sequência estendendo a cidadania romana aos povos italianos.

### Crise política
Os eventos que levaram à guerra civil ocorreram longe de Roma, no oriente. Mitrídates VI, um jovem rei do Ponto, embarcou num programa de expansão territorial e tentou, sem sucesso, anexar o Reino da Bitínia e, por conta disto, o procônsul da Ásia, Mânio Aquílio exigiu que o Nicomedes IV, rei da Bitínia, fosse indenizado. Mitrídates respondeu que ele próprio era credor de Roma pois havia subornado vários senadores e não tinha intenção nenhuma de pagar. Foi então que Roma incitou Nicomedes a invadir o Ponto. Mânio Aquílio assumiu o comando dos exércitos romanos da Ásia e da Cilícia e também da frota, que estava em Bizâncio. Mitrídates, por sua vez, reuniu um exército de 300 000 homens, 130 carros de guerra, 300 navios e vários mercenários, como hoplitas gregos, guerreiros citas e cavaleiros armênios. Ele dividiu seu exército em dois, enviando o primeiro para o noroeste para enfrentar Aquílio e os bitínios e o segundo para invadir as províncias romanas da Ásia e da Cilícia. Em 88 a.C., Mitrídates respondeu ao ataque de Nicomedes com um poderoso contra-ataque. Seu comandante, Arquelau, derrotou o exército de Nicomedes na Batalha do Rio Ânias e o exército romano de Aquílio na Batalha do Monte Escorobas. Aquílio acabou traído pela cidade de Mitilene e foi executado, o que provocou a rendição da frota romana no Mar Negro. O Reino do Ponto então anexou a Capadócia, a Bitínia e Ásia. A maioria das pólis gregas da Ásia Menor, parte do antigo Reino de Pérgamo, como Pérgamo, Éfeso e Mileto, receberam Mitrídates como um libertador contra o jugo dos romanos.
De todas as regiões e dentre todos os aliados do mundo grego, somente os rodenses se mantiveram fieis aos romanos, o que fez com que Mitrídates lhes declarasse guerra. Depois de fracassar em sua tentativa de capturar Rodes, Mitrídates escreveu para todas as cidades gregas da Ásia instruindo-as a assassinarem todos os cidadãos romanos na Ásia. Segundo as fontes históricas, cerca de 80 000 pessoas foram executadas num evento que ficou conhecido como "Vésperas asiáticas".
A situação se tornou crítica para Roma, que testemunhava o seu poder no oriente se desmanchando. Diante da situação, o Senado Romano se viu na obrigação de escolher um dos dois cônsules romanos para liderar a reação romana justamente num momento de dura divisão ideológica entre senadores optimates e populares. Os dois líderes das facções, Sula e Mário respectivamente, disputavam a honra. O Senado escolheu Sula, que partiu imediatamente para reassumir o comando de seu exército, que estava cercando Nola, um dos últimos redutos dos rebeldes da Guerra Social. Neste ínterim, Mário ignorou a decisão do Senado e, utilizando sua poderosa influência, convenceu o tribuno da plebe Públio Sulpício Rufo a aprovar uma lei que dava importância maior para os votos dos novos cidadãos romanos italianos enquanto ele próprio transportava uma grande quantidade deles para Roma. Na Assembleia popular, Sulpício apresentou e aprovou uma resolução que entregava o comando da guerra a Mário, o que contrapôs a Assembleia, dominada pelos populares ao Senado, dominado pelos optimates.

## Guerra Civil

### Primeira Guerra Civil de Sula
Dois generais romanos estavam nomeados para conduzir o exército romano contra Mitrídates e nenhum dos dois podia entrar em ação enquanto a contradição legal não se resolvesse. Sula então tomou uma decisão sem precedentes, colocando em risco não apenas o seu comando, mas também o seu próprio futuro político: marchou com seu exército até Roma. Pela primeira vez na história da República Romana, um general romano avançou contra a capital, um ato que Mário certamente acreditava ser impossível. Com determinação inabalável, Sula, à frente de cinco legiões veteranas, entrou em Roma sem enfrentar resistência e contra os esforços de Mário, que tentou inutilmente montar uma defesa da cidade.
Mário e Sulpício Rufo fugiram de Roma e foram perseguidos pelos homens de Sula. Rufo foi capturado a trinta quilômetros ao sul de Roma e executado; Mário conseguiu chegar até a costa e embarcou para a África, refugiando-se numa pequena ilha perto da antiga costa cartaginesa.
Sula convocou o Senado e exigiu que seus inimigos fossem declarados inimigos do estado. O Senado aceitou, pronunciando-se contra Mário, Sulpicio e mais dez aliados entre os populares. Sula também conseguiu que fosse invalidada a lei aprovada por Sulpício e fossem promulgadas novas leis reafirmando a tradicional supremacia do Senado. Neste conturbado contexto, foram convocadas novas eleições consulares e os optimates, aliados de Sula, não conseguiram nenhuma das duas posições. Os eleitos foram Cneu Otávio, inimigo declarado de Sula, e Lúcio Cornélio Cina. Sula os fez jurar que não revogariam as leis que ele acabara de aprovar e partiu para a Grécia para enfrentar Mitrídates na Primeira Guerra Mitridática.
Em 87 a.C., durante a ausência de Sula, Cina ressuscitou a proposta de concessão do direito ao voto para os novos cidadãos italianos em todas as tribos e propôs a restauração dos poderes da Assembleia da plebe e uma anistia para todos os seus aliados no exílio. Esta afronta, em clara violação ao juramento feito a Sula, provocou o reinício da guerra civil. Otávio, com a ajuda da maioria conservadora do Senado, conseguiu expulsar Cina e seis tribunos da plebe de Roma. Cina foi deposto do cargo e perdeu a cidadania romana, o que o levou a fugir para Nola. Com a ajuda dos italianos derrotados na Guerra Social, ele convocou Mário de volta de seu exílio para inflamar seus fieis veteranos.

### Governo popular
Cina subornou uma grande quantidade de soldados romanos e italianos no sul da Itália, a maioria dos quais pertencentes a Ápio Cláudio. Ainda em 87 a.C., Mário, vindo do norte, e Cina, vindo do sul, marcharam até Roma à frente de seus exércitos. A defesa da cidade, organizada por Otávio e Pompeu Estrabão, foi muito atrapalhada pela postura ambígua de Estrabão e por uma epidemia que assolou a cidade por dois meses, o que facilitou a captura pelos populares. Além disto, Mário interceptou o suprimento de trigo da cidade e saqueou Óstia, massacrando a maior parte dos habitantes, o que tornava impossível qualquer resistência prolongada. Cina e Mário entraram em Roma com quatro exércitos, dois dos quais controlados por Quinto Sertório e Cneu Papírio Carbão, que se declararam cônsules.

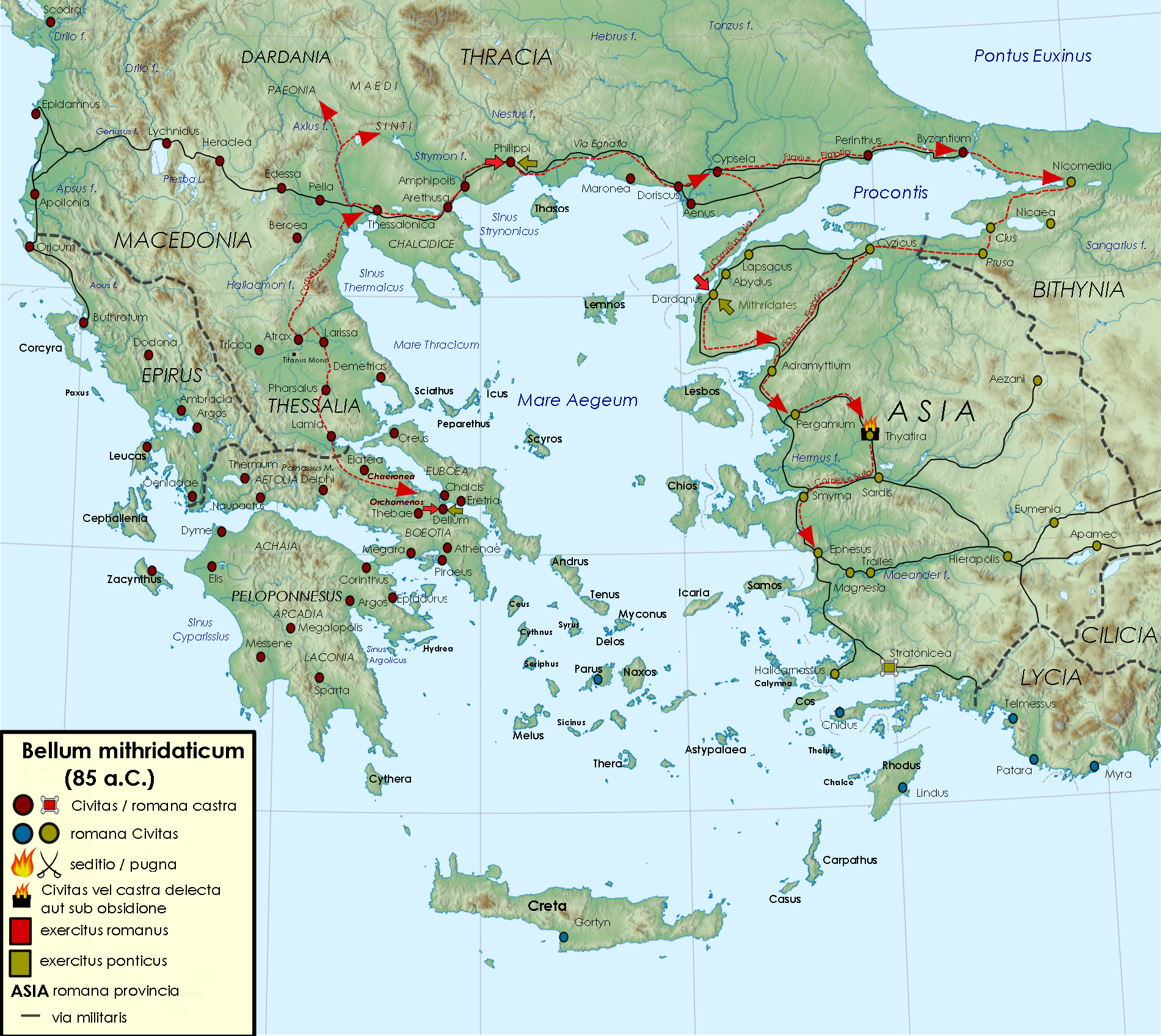
Percurso das tropas romanas, senatoriais e sulanas, na Primeira Guerra Mitridática.

A idade avançada de Mário, que já tinha mais de setenta anos, não impediu que ele se se entregasse a uma orgia vingativa sobre os que o haviam humilhado. Todos os inimigos que ele pôde encontrar foram assassinados, a maioria membros do Senado, uma perda da qual a instituição jamais se recuperaria. No ano seguinte, Mário e Cina forçaram a eleição deles próprios como cônsules diante de um reduzido e intimidado Sendo, o sétimo mandato de Mário. Porém, apenas dezoito dias depois, Mário faleceu e Cina se viu sozinho no controle de Roma.

### Segunda Guerra Civil de Sula
No oriente, Sula capturou Atenas em 86 a.C., enfrentou as tropas pônticas na Batalha de Queroneia e na Batalha de Orcômeno, derrotando sucessivamente as forças de Mitrídates. Neste mesmo ano, Cina enviou um outro exército romano até a Grécia para lutar contra Mitrídates e contra Sula liderado pelo cônsul sufecto Lúcio Valério Flaco e pelo legado Caio Flávio Fímbria. Valério Flaco foi assassinado por dois de seus homens e o comando das forças senatoriais recaiu sobre Fímbria, que cruzou para a Bitínia com a ajuda da cidade de Bizâncio e conquistou algumas cidades por acordo e outras pela força. Fímbria atacou de surpresa o exército pôntico, liderado pelo jovem Mitrídates com o apoio dos generais Taxiles, Diofanto e Menandro e infligiu-lhes uma grande derrota. Depois desta batalha, grande parte das pólis gregas voltaram para o lado dos romanos.
As derrotas pônticas e a instabilidade política em Roma colocaram Sula e Mitrídates numa posição desfavorável, uma coincidência que motivou os dois a se encontrarem para firmar a Paz de Dárdanos em 85 a.C.. Mitrídates entregou 70 navios, 2 000 talentos e renunciou à suas reivindicações na Capadócia e na Bitínia. As tropas de Fímbria, quando souberam do acordo de Sula, deram início a um motim. Em situação complicada, Fímbria percebeu que não teria condições de enfrentar as tropas de Sula, muito superiores, e se suicidou, deixando Sula livre para voltar para Roma.
Diante do iminente retorno de Sula, as tropas de Cina também se revoltaram e ele também se matou, um evento que marcou o começo do fim do regime dos populares. O Senado, diante de deserções em massa entre as tropas senatoriais, tratou de negociar com Sula, mas não teve sucesso. Segundo Apiano, Sula começou a enviar tropas para Itália tão logo soube da morte de Cina e dos distúrbios subsequentes, mas, naquele momento, Quinto Cecílio Metelo Pio já havia se rebelado na África, Marco Licínio Crasso estava recrutando tropas entre sua clientela hispânica e Pompeu Estrabão fazia o mesmo entre os picenos. Considerando o baixo moral de suas tropas e o cansaço da população depois de tantos anos de guerra, o regime popular estava condenado. Muitos de seus líderes sabiam disto e trocaram de lado antes que fosse tarde demais.
Em meio a este caos, na primavera de 83 a.C., Sula desembarcou em Brundísio com seu pequeno e experiente exército de 40 000 homens. Para enfrentá-lo encontrou um exército comandado por Cneu Papírio Carbão e Caio Mário, o Jovem, sucessores de Cina. As duras batalhas que se sucederam no verão de 83 a.C. e na primavera e verão de 82 a.C. podem ser considerados como a primeira guerra civil de fato entre os romanos. Segundo os autores antigos, estima-se que morreram entre 50 000 e 70 000 romanos. Três foram as grandes vitórias de Sula: a Batalha do Monte Tifata sobre Caio Norbano Balbo (83 a.C.), a Batalha de Sacriporto sobre Caio Mário, o Jovem (82 a.C.) e a Batalha da Porta Colina (1 de novembro de 82 a.C.), já às portas de Roma.
Nesta última, Sula capturou 12 000 populares, que foram reunidos no Campo de Marte. Três mil foram executados na frente dos demais em 2 de novembro apesar de terem implorado por suas vidas. Seus gritos e lamentos foram ouvidos por toda a cidade e pelo Senado. Sula apenas sorriu quando percebeu o terror entre os senadores:
Porém, fora da cidade de Roma, os partidários de Sula tiveram que enfrentar, nos meses seguintes, algumas cidades italianas como Preneste (onde estava Mário, o Jovem) e Volterra (que conseguiu se defender até 79 a.C.). Depois da captura da primeira, 5 000 prenestinos, que haviam recebido esperanças de salvação, foram levados para fora dos muros da cidade para se prostrarem perante a Sula depois de entregarem suas armas. O impiedoso general romano ordenou que fossem todos imediatamente executados e que seus corpos fossem espalhados pelo território prenestino.

## Consequências

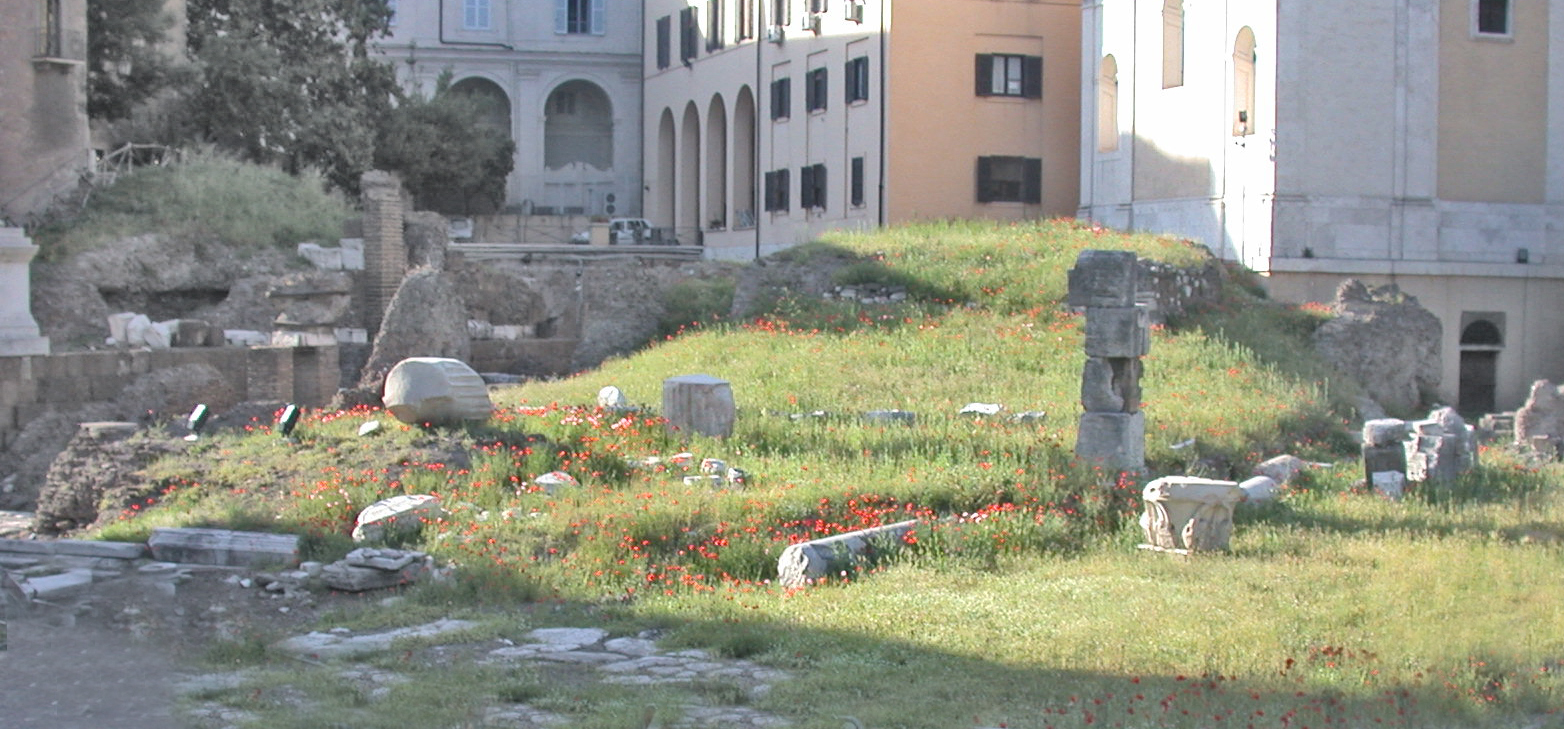
Restos do Templo de Belona, em Roma, a partir de onde, em 82 a.C., os senadores romanos ouviram os gritos dos prisioneiros de Roma que estavam sendo executados no Campo de Marte.

Depois da vitória completa, Sula celebrou seu triunfo sobre os pônticos e se auto-proclamou "Felix" ("afortunado"). Em 81 a.C., ele se estabeleceu como ditador, a primeira vez desde o final do século III a.C., e, ao contrário das vezes anteriores, por um prazo indeterminado.
Os primeiros momentos do regime sulano foram especialmente sangrentos, com milhares de execuções entre seus inimigos políticos. Sula, a pedido de um de seus muitos seguidores horrorizados pela dimensão do massacre, criou uma lista de condenados à morte e a pregou no Fórum Romano, na qual estavam todos os líderes do regime mariano. As propriedades dos condenados foram confiscadas e seus filhos e netos foram proibidos de se candidatarem a cargos públicos. As propriedades confiscadas eram vendidas a seguidores de Sula por preços irrisórios, arruinando seus inimigos e enriquecendo seus seguidores. Mais listas se seguiram à primeira, com milhares de nomes citados, entre os quais começaram a aparecer cidadãos sem vinculação nenhuma com Mário cujas propriedades eram cobiçadas ou cujo status era ameaçador. Um dos aliados de Sula que mais se aproveitou da situação foi Marco Licínio Crasso, cuja ambição o levou a excessos sem limite, chegando a ponto de incluir na lista um milionário romano claramente inocente, cuja vida só foi salva pela intervenção de Sula.
Na política, Sula se dedicou a re-estabelecer o poder do Senado e a diminuir a influência e o poder de todos os que contribuíram para a erosão da autoridade senatorial, especialmente os tribunos da plebe e os censores. O número de senadores dobrou, chegando a 600, e, além dos senadores nomeados para repor os optimates assassinados durante o regime mariano, diversos equestres foram escolhidos, reforçando os laços entre os proprietários de terras (senadores) e os comerciantes (equestres).
Com seu programa de reformas, Sula tratou de impedir que alguém pudesse, no futuro, repetir sua própria marcha contra Roma. Ele estabeleceu como crime de traição se um governador ou general romano conduzisse seu exército para fora dos limites da província que lhe foram designada. Sula também modernizou as leis romanas, expurgando leis obsoletas, mas assegurando que todas as funções judiciais fossem reservadas exclusivamente aos senadores, estabelecendo que ninguém com menos de trinta anos poderia se apresentar como candidato para todas as magistraturas. Seu objetivo declarado era valorizar a maturidade e a experiência para restaurar a autoridade do Senado.
Sula também castigou as regiões italianas que apoiaram os Mários, especialmente os etruscos e samnitas, que, a partir dali, deixaram de existir enquanto povos distintos. Todas as terras desocupadas foram utilizadas para assentar seus próprios veteranos, que chegavam a 120 000. Em 79 a.C., Sula renunciou à ditadura e devolveu todo o poder ao Senado, morrendo no ano seguinte aos sessenta anos de idade.
Contudo, as reformas de Sula não perduraram. Suas alterações nas leis sobreviveram, mas a renovação do Senado e a morte de muitos de seus veteranos deixaram um vácuo para que homens jovens e ambiciosos demais começassem a surgir em Roma. Um claro exemplo foram os três homens que formaram o Primeiro Triunvirato. Crasso e Pompeu, aliados de Sula durante a guerra, apesar de jovens e ambiciosos, conseguiram um enorme sucesso político. O primeiro amealhou uma fortuna enorme condenando ricos cidadãos romanos à morte para se apoderar de seus bens e Pompeu conseguiu, durante a guerra, uma grande reputação como general e era conhecido por seus inimigos como "carniceiro adolescente". Enquanto isto, o terceiro membro, Júlio César, começou sua carreira política durante o regime de Cina, que o nomeou flâmine dial e o casou com sua filha, Cornélia Cinila.
A Hispânia foi o centro do poder da facção dos populares depois da volta de Sula. Sertório, o governador da província, se revoltou e declarou a independência da Hispânia em 80 a.C.. Durante a Guerra Sertoriana, derrotou vários exércitos romanos enviados para subjugá-lo e só foi vencido em 72 a.C., quando foi traído e assassinado.